# Opton
Die Bezeichnung Opton bzw. Zeiss Opton geht auf die Zeit der deutschen Teilung und der 1945 erfolgten Aufspaltung der Unternehmensgruppe Zeiss zurück. Sie bedeutet zweierlei:
1. den bis etwa 1970 in den Ostblockländern verwendeten Markenname von Zeiss Oberkochen
2. den ursprünglichen Namen der Carl Zeiss-Werke, als sie am Ende des Zweiten Weltkrieges vom ostdeutschen Jena in den Westen Deutschlands (zunächst nach Heidenheim) evakuiert wurden.

Im Oktober 1946 wurde die Firma als Opton Optische Werke Oberkochen GmbH neu gegründet und ein neuer Produktionsstandort in Oberkochen (Baden-Württemberg) aufgebaut. Ein Jahr später wurde der Name in „Zeiss-Opton GmbH“ und bald darauf in „Carl Zeiss“ geändert – was aber seitens der SBZ aus Markengründen heftig kritisiert wurde. In Jena waren inzwischen die VEB Carl Zeiss Jena entstanden, im Westen sah man sich hingegen als Rechtsnachfolger der Jenaer Carl-Zeiss-Stiftung der Vorkriegszeit.
Als die Oberkochener Werke in den 1950er Jahren eine umfassende Produktion für industrielle und fotografische Optik aufbauten und auch in den damaligen Ostblock zu liefern begann, liefen die Produkte in den RGW-Staaten weiterhin unter dem Namen Opton, um Markenstreitigkeiten mit Jena auszuweichen. Schließlich einigte sich Oberkochen mit „Ost-Zeiss“ Zeiss Jena 1971 in London auf eine offizielle Regelung der Namensrechte: die westlichen Zeiss-Exporte in RGW-Staaten wurden „Opton“ genannt, während die Jenaer Produkte im Westen den Namen „aus Jena“ trugen; zuvor liefen sie meist unter „Jenoptik“ oder „Jenoptik Jena“.
Zu den bekanntesten Produkten mit der Bezeichnung „Opton“ zählten
- das Opton Proxar, ein speziell für die Nahfotografie entwickeltes Objektiv mit 32mm Brennweite,
- das Contessa Opton Tessar, das damals schärfste Fotoobjektiv mit 1:2,8/45mm, und
- das Zeiss Opton Stereomikroskop (entwickelt um 1950).